# Unione Sportiva Bagnolese 1932-1933
Questa pagina raccoglie i dati riguardanti l'Unione Sportiva Bagnolese nelle competizioni ufficiali della stagione 1932-1933.

## Divise
| Casa | Trasferta |

## Rosa
| N. |                   | Ruolo | Calciatore        |
| -- | ----------------- | ----- | ----------------- |
|    | Italia (bandiera) | D     | Matteo Apicella   |
|    | Italia (bandiera) | A     | Aldo Bandini      |
|    | Italia (bandiera) | P     | Alcide Bezzati    |
|    | Italia (bandiera) | A     | Mario Bonaldi     |
|    | Italia (bandiera) | P     | De Fraia          |
|    | Italia (bandiera) | C     | Vasco Donadoni    |
|    | Italia (bandiera) | A     | Alfredo Fallavena |
|    | Italia (bandiera) | D     | Edoardo Furiani   |

| N. |                   | Ruolo | Calciatore         |
| -- | ----------------- | ----- | ------------------ |
|    | Italia (bandiera) | C     | Guglielmo Glovi    |
|    | Italia (bandiera) | D     | Giuseppe Piccolo   |
|    | Italia (bandiera) | C     | Roberto Piccolo    |
|    | Italia (bandiera) | D     | Alfredo Pollice    |
|    | Italia (bandiera) | D     | Luigi Rosetti      |
|    | Italia (bandiera) | C     | Vincenzo Sarnataro |
|    | Italia (bandiera) | A     | Giorgio Vargiù     |